# ファンタスティックムーン
ファンタスティックムーン（Fantastic Moon）は、ドイツの競走馬。主な勝ち鞍は2023年のドイチェスダービー、2024年のバーデン大賞。

## 概要

### 2歳（2022年）
9月12日のミュンヘン競馬場の未勝利戦でレネ・ピーヒュレクを背にデビューし、後続に1馬身以上を付け見事勝利。
次走には10月9日にケルン競馬場で行われたヴィンターファヴォリテン賞（G3）に出走。中団の内側で控えて追走し、直線で一気にトップへ躍り出ると最後は後続を抑えて重賞初制覇を飾った。

### 3歳（2023年）
3歳シーズンは5月1日のバイエルンクラシック（G3）で始動。スタート後は折り合いを欠き、位置を下げ中団へ位置すると直線は2頭との競り合いを見せるが、伸びを欠き3着。次走は5月20日にバーデンバーデン競馬場で行われたイトリンゲンダービートライアル（G3）に出走。レース前のオッズでは初の1番人気に推された。道中は前目2番手に付けリズム良く進む。直線で先頭を交わし、後続に4馬身差を付け圧倒的な勝利を見せつけた。
次走は予定通り7月2日のドイチェスダービー（G1）に出走。道中は後方2番手から追走して段々と位置を上げていき、直線では大外から馬群を強襲。一気に交わし切りG1初制覇を飾った。また父シーザムーンとの親子制覇となった。次走にはバイエルンツフトレネン（G1）を選択。スタートから折り合いを欠きつつ3・4番手の位置へ待機すると直線で先頭のネーションズプライドを追ったが、交わすことは出来ず2着。次走はバーデン大賞（G1）としていたが、散水を理由に回避した。改めて次走は初の遠征となるニエル賞（G2）に出走。レースでは控えた形で進めた後、前団に進出し追走すると直線残り200mで先頭を交わし勝利を挙げた。
その後は10月1日にパリロンシャン競馬場で行われる凱旋門賞（G1）へ出走。道中は少し折り合いを欠きながらも、中団の外側に付ける。直線で動かしていき、数頭を交わしたが伸びきれず11着となった。

### 4歳（2024年）
3月31日にホッペガルテン競馬場で行われたダールヴィッツ賞（L）で復帰。最後方から進めたレースは、直線で末脚を披露したが差せず2着。ドイチェスダービー2着馬であるミスターハリウッドにやり返される結果となってしまった。次走はガネー賞（G1）を選択。スタートは馬群の真ん中に位置し、先行を進む。道中で中団に切り替えたが、直線で伸び無く最下位の9着となった。続いて6月16日のバーデン経済大賞（G2）に出走。スタートを上手く進め、最後方から馬群を見る形となり、4コーナーから外側に振り、直線は外ラチ沿いに進む。鞍上の鞭に反応してさらに加速し久々の勝利を飾った。
次走には2年連続でバイエルンツフトレネンを選択。中団の外側を序盤から進み、直線も弾けたが、先に抜き出たカリフを差しきれず2年連続の2着となった。次走は回避せずバーデン大賞へ出走。道中は最後方に位置し、4コーナーから直線にかけて大外に出して行った。差し脚を発揮し2度目のG1制覇を挙げた。次走は2年連続で凱旋門賞へ向かうことになった。一時は出走取消の可能性があったが、無事出走した。スタートは出遅れ序盤は最後方から馬群を見る形となった。中盤は中団の内側を進み、直線で脚を伸ばしたが終盤に交わされ9着となった。
次走にはヨーロッパ以外では初のレースとなる第44回ジャパンカップ（GI）となった。11月4日、ジャパンカップを最後に現役を引退し、ドイツのエベスロー牧場での種牡馬入りをリバティレーシングのバウムガルテン氏のXのアカウントで発表した。引退レースとなった11月24日のジャパンカップでは中団後方からレースを進めるも直線で伸びを欠いて11着と大敗を喫した。

## 競走成績
以下の内容はJRA-VAN Ver.World、優駿達の蹄跡およびレーシング・ポストを参考。
| 競走日         | 競馬場           | 競走名                     | 格 | 馬場・距離 （馬場状態） | 頭数 | 着順 | タイム  | 着差      | 騎手           | 斤量 | 1着馬（2着馬）     |
| -------------- | ---------------- | -------------------------- | -- | ----------------------- | ---- | ---- | ------- | --------- | -------------- | ---- | ------------------ |
| 2022年09月12日 | ミュンヘン       | 未勝利戦                   |    | 芝1400m（重）           | 5    | 1着  | 1:36.66 | 1+1⁄4馬身 | R.ピーヒュレク | 58   | （Happy Saturday） |
| 2022年10月09日 | ケルン           | ヴィンターファヴォリテン賞 | G3 | 芝1600m（稍）           | 7    | 1着  | 1:38.38 | +1⁄2馬身  | R.ピーヒュレク | 58   | （See Paris）      |
| 2023年05月01日 | ミュンヘン       | バイエルンクラシック       | G3 | 芝2000m（不）           | 7    | 3着  | 2:17.3  | 7+1⁄2馬身 | R.ピーヒュレク | 58   | Mr Hollywood       |
| 2023年05月20日 | バーデンバーデン | ダービートライアル         | G3 | 芝2000m（良）           | 8    | 1着  | 2:05.97 | 4+1⁄2馬身 | R.ピーヒュレク | 58   | （Vintage Moon）   |
| 2023年07月02日 | ハンブルク       | ドイチェスダービー         | G1 | 芝2400m（稍）           | 20   | 1着  | 2:39.11 | 2+1⁄4馬身 | R.ピーヒュレク | 58   | （Mr Hollywood）   |
| 2023年07月30日 | ミュンヘン       | バイエルンツフトレネン     | G1 | 芝2000m（重）           | 7    | 2着  | 2:15.6  | 3馬身     | R.ピーヒュレク | 56   | Nations Pride      |
| 2023年09月03日 | バーデンバーデン | バーデン大賞               | G1 | 芝2400m（良）           | 7    | 取消 | ー      | ー        | R.ピーヒュレク | 56.5 | Zagrey             |
| 2023年09月10日 | パリロンシャン   | ニエル賞                   | G2 | 芝2400m（良）           | 7    | 1着  | 2:33.20 | 2+1⁄2馬身 | R.ピーヒュレク | 58   | （Feed The Flame） |
| 2023年10月01日 | パリロンシャン   | 凱旋門賞                   | G1 | 芝2400m（稍）           | 15   | 11着 | 2:26.8  | 6+1⁄2馬身 | R.ピーヒュレク | 56.5 | Ace Impact         |
| 2024年03月31日 | ホッペガルテン   | ダールヴィッツ賞           | L  | 芝2000m（稍）           | 5    | 2着  | 2:07.4  | 1+1⁄2馬身 | R.ピーヒュレク | 59   | Mr Hollywood       |
| 2024年04月28日 | パリロンシャン   | ガネー賞                   | G1 | 芝2100m（重）           | 9    | 9着  | 2:14.3  | 6+1⁄4馬身 | R.ピーヒュレク | 58   | Haya Zark          |
| 2024年06月16日 | ケルン           | バーデン経済大賞           | G2 | 芝2200m（稍）           | 8    | 1着  | 2:16.05 | クビ      | R.ピーヒュレク | 59   | （Lordano）        |
| 2024年07月28日 | ミュンヘン       | バイエルンツフトレネン     | G1 | 芝2000m（重）           | 9    | 2着  | 2:07.0  | 1馬身     | R.ピーヒュレク | 60   | Calif              |
| 2024年09月01日 | バーデンバーデン | バーデン大賞               | G1 | 芝2400m（良）           | 6    | 1着  | 2:28.03 | 1+1⁄4馬身 | R.ピーヒュレク | 60   | （Dubai Honour）   |
| 2024年10月06日 | パリロンシャン   | 凱旋門賞                   | G1 | 芝2400m（重）           | 16   | 9着  | 2:33.4  | 9+1⁄2馬身 | R.ピーヒュレク | 59.5 | Bluestocking       |
| 2024年11月24日 | 東京             | ジャパンC                  | G1 | 芝2400m（良）           | 14   | 11着 | 2:26.5  | 1.0秒     | R.ピーヒュレク | 58   | ドウデュース       |

## 血統表
| ファンタスティックムーンの血統 | ファンタスティックムーンの血統 | ファンタスティックムーンの血統 | （血統表の出典）              | （血統表の出典） |
| 父系                           | ダンジグ系                     | ダンジグ系                     | ダンジグ系                    | [ § 2 ]          |
| 父 Sea The Moon 2011 鹿毛      | 父の父Sea The Stars 2006 鹿毛  | Cape Cross                     | Green Desert                  | Green Desert     |
| 父 Sea The Moon 2011 鹿毛      | 父の父Sea The Stars 2006 鹿毛  | Cape Cross                     | Park Appeal                   |                  |
| 父 Sea The Moon 2011 鹿毛      | 父の父Sea The Stars 2006 鹿毛  | Urban Sea                      | Miswaki                       | Miswaki          |
| 父 Sea The Moon 2011 鹿毛      | 父の父Sea The Stars 2006 鹿毛  | Urban Sea                      | Allegretta                    |                  |
| 父 Sea The Moon 2011 鹿毛      | 父の母Sanwa 2004 栗毛          | Monsun                         | Konigsstuhl                   | Konigsstuhl      |
| 父 Sea The Moon 2011 鹿毛      | 父の母Sanwa 2004 栗毛          | Monsun                         | Mosella                       |                  |
| 父 Sea The Moon 2011 鹿毛      | 父の母Sanwa 2004 栗毛          | Sacarina                       | オールドヴィック              | オールドヴィック |
| 父 Sea The Moon 2011 鹿毛      | 父の母Sanwa 2004 栗毛          | Sacarina                       | Brave Lass                    |                  |
| 母 Frangipani 2014 芦毛        | 母の父Jukebox Jury 2006 芦毛   | Montjeu                        | Sadler's Wells                | Sadler's Wells   |
| 母 Frangipani 2014 芦毛        | 母の父Jukebox Jury 2006 芦毛   | Montjeu                        | Floripedes                    |                  |
| 母 Frangipani 2014 芦毛        | 母の父Jukebox Jury 2006 芦毛   | Mare Aux Fees                  | Kenmare                       | Kenmare          |
| 母 Frangipani 2014 芦毛        | 母の父Jukebox Jury 2006 芦毛   | Mare Aux Fees                  | Feerie Boreale                |                  |
| 母 Frangipani 2014 芦毛        | 母の母Firedance 2001 黒鹿毛    | Lomitas                        | Niniski                       | Niniski          |
| 母 Frangipani 2014 芦毛        | 母の母Firedance 2001 黒鹿毛    | Lomitas                        | La Colorada                   |                  |
| 母 Frangipani 2014 芦毛        | 母の母Firedance 2001 黒鹿毛    | Fraulein Tobin                 | J. O. Tobin                   | J. O. Tobin      |
| 母 Frangipani 2014 芦毛        | 母の母Firedance 2001 黒鹿毛    | Fraulein Tobin                 | Fruhlingstag                  |                  |
| 母系(F-No.)                    | (FN:1-e)                       | (FN:1-e)                       | (FN:1-e)                      | [ § 3 ]          |
| 5代内の近親交配                | Sadler's Wells 5×4 Surumu 5×5  | Sadler's Wells 5×4 Surumu 5×5  | Sadler's Wells 5×4 Surumu 5×5 | [ § 4 ]          |
| 出典                           | 1. 2. 3. 4.                    | 1. 2. 3. 4.                    | 1. 2. 3. 4.                   | 1. 2. 3. 4.      |

- 主な近親として、Street Boss（ビングクロスビーステークスなど）、ノアノハコブネ（優駿牝馬）、Running Stag（香港カップ2着）など。